# Expedición Court Treatt

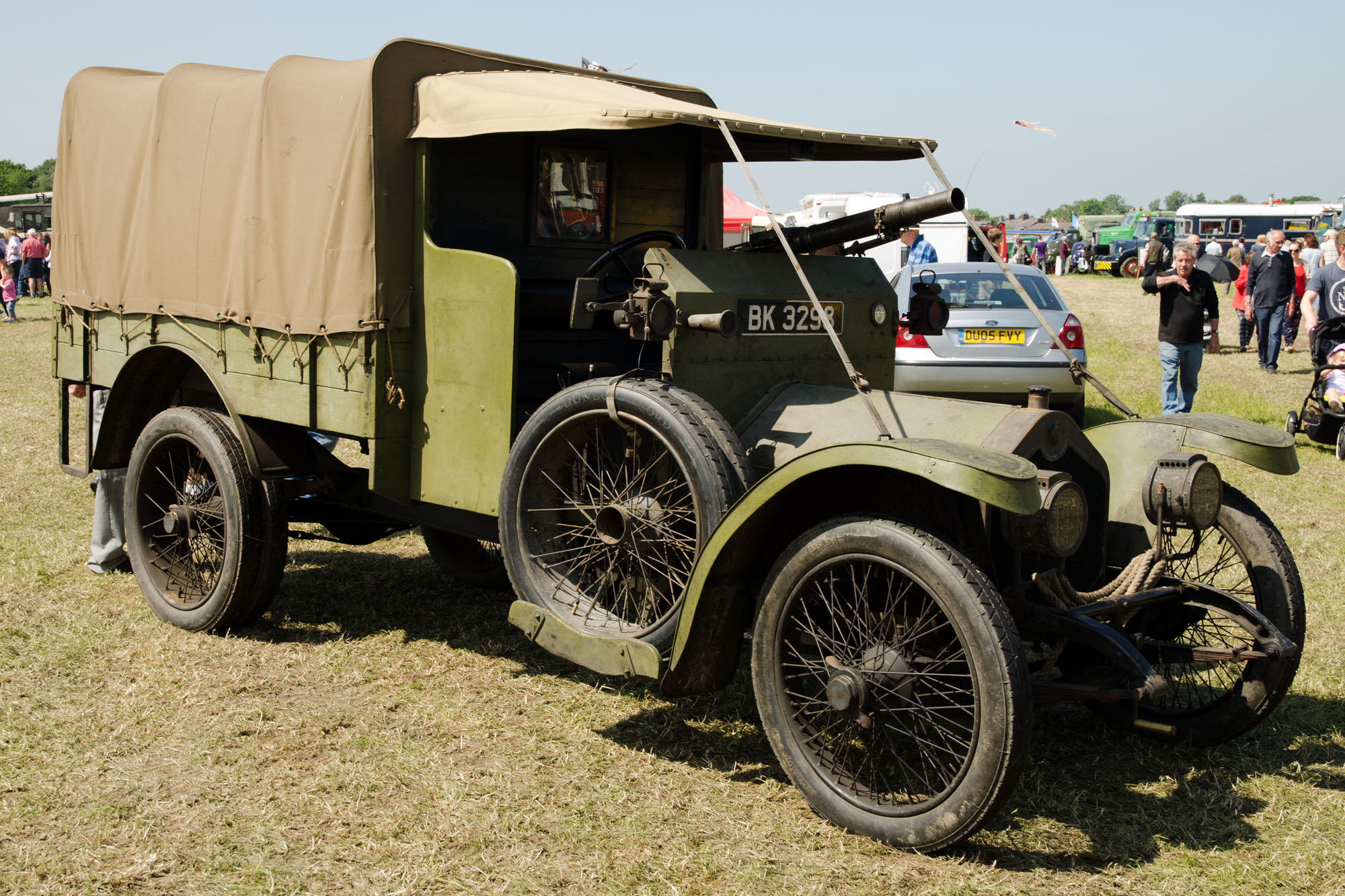
Camioneta Crossley 25/30, como las utilizadas en la Expedición Court Treatt

La Expedición Court Treatt fue el primer viaje por "carretera" desde Ciudad del Cabo hasta El Cairo culminado con éxito. Tuvo lugar en 1924 usando dos camionetas Crossley, y fue dirigida por el mayor Court Treatt. La partida también incluyó a su esposa, Stella Court Treatt. Durante 16 meses (entre septiembre de 1924 y enero de 1926), la expedición recorrió África de sur a norte a lo largo de unos 20.500 km. Como generalmente no existían carreteras transitables en ese momento, el viaje fue necesariamente lento. Parte del propósito de la expedición era trazar una ruta adecuada para la circulación de vehículos automóviles.

## El viaje desde El Cabo hasta El Cairo
El grupo expedicionario estaba formado por ocho personas: el mayor Chaplin Court Treat; su esposa Stella Court Treatt; Thomas A. Glover, director de fotografía; Fred C. Law, corresponsal especial del London Daily Express; el hermano de Stella, Errol; Julius Mapata, guía y traductor de la expedición; y el Capitán F.C. Blunt. y el Sr. McEleavey, representantes de la empresa que facilitó los vehículos utilizados, Crossley Motors.
El 13 de septiembre de 1924 partieron de Ciudad del Cabo en dos camionetas Crossley 25/30. Llegaron a El Cairo dieciséis meses después, el 24 de enero de 1926, tras recorrer 12 732 millas (20 490 km). La expedición se propuso seguir explícitamente la "línea roja" trazada en su momento por Cecil Rhodes, que conectaba Ciudad del Cabo con El Cairo, aunque restringiendo su ruta a territorios bajo dominio británico. El relato de Fred Law sobre el comienzo del viaje, Woman Pioneer of Empire: Cape to Cairo venture Begun (Daily Express, 24 de septiembre de 1924), comenzó con una invocación de la visión de Rhodes de una red de carreteras y ferrocarriles que unirían las posesiones coloniales británicas para permitir el asentamiento blanco y la dominación más efectiva del continente y de su gente: "El segundo paso hacia el cumplimiento del plan de Cecil Rhodes para abrir las rutas a través del África más oscura comenzó esta mañana, cuando el Mayor y la Sra. C. Court Treatt salieron de Ciudad del Cabo en un intento de llegar a El Cairo en automóvil". Stella observó las dificultades que presentaba la ruta imperial: "[si hubiéramos tomado una ruta alternativa] nuestros problemas se habrían simplificado [...] hubiéramos encontrado caminos [...] y podríamos haber evitado ríos y pantanos sin puentes. Pero la conveniencia de abrir un camino a través del África británica era superior a cualquier otra consideración".
Su ruta los llevó desde Ciudad del Cabo a través de Britstown, Pretoria, Polokwane (antes Pietersburg), Bulawayo (en Zimbabue, antes Rhodesia, donde visitaron la tumba de Cecil Rhodes), Livingstone (en Zambia, antes Rodesia del Norte), Kabwe (en Zambia, anteriormente llamada Broken Hill), Mbala (en Zambia, antes llamada Abercorn), Karonga (Malawi, anteriormente Nyasalandia), Mbeya (Tanzania, anteriormente Tanganica), Nairobi (Kenia), Mongalla (Sudán del Sur, anteriormente Sudán anglo-egipcio), Rumbek, Wau, Al-Ubayyid (Sudán, anteriormente Sudán anglo-egipcio; escrito, 'El Obeid,' por Treatt), Ed Dueim, Jartum, Wadi Halfa y finalmente de Asuán (Egipto) a El Cairo en Egipto. La relación anterior incluye las localizaciones mencionadas por Stella Court Treatt en Cape to Cairo: The Record of a Historic Motor Journey (Little, Brown, and Co., 1927).

### Sudán del Sur
La expedición salió de Nairobi el 10 de octubre de 1925 y llegó a Mongala ocho días después, donde fue recibida por el mayor Roy Brock, vicegobernador de la provincia de Mongalla. Después de rechazar una oferta para transportar sus automóviles en un vapor para evitar el Sudd, la región de los grandes humedales centrales de Sudán del Sur, partieron nuevamente el 25 de octubre de 1925, con el objetivo de llegar a Terekeka, que se encontraba a unas 60 millas al norte. Su ruta los llevó a través de Rumbek, Tonj, Aweil y a través del río Lol y luego el río Kiir y finalmente a Muglad y Al-Ubayyid, donde llegaron el 20 de diciembre de 1925. Rara vez recorrían más de ocho millas por día, y con frecuencia dependían de las personas (a menudo cientos a la vez) que vivían a lo largo de la ruta para arrastrar y tirar de las camionetas, que en ocasiones debían ser transportadas en balsa a través de ríos y pantanos.

### Regreso a Inglaterra
Cuando los Treatt regresaron a Inglaterra, "su viaje se celebró como un triunfo del espíritu británico y de la superioridad de la ingeniería británica". En 1927, poco después de su regreso, Stella publicó Cape to Cairo: The Record of a Historic Motor Journey y la película de la expedición, Cape to Cairo, se proyectó en Gran Bretaña y Estados Unidos. Los periódicos y los anunciantes transformaron a los Treatt en celebridades, con Crossley Motors y la North British Rubber Company publicando anuncios junto a las entrevistas con Stella.